# Klińce (stacja kolejowa)
Klińce (ros. Клинцы) – stacja kolejowa w miejscowości Klińce, w rejonie klinieckim, w obwodzie briańskim, w Rosji. Położona jest na linii Briańsk - Homel.